# ريتشارد درايفوس
ريتشارد درايفوس (بالإنجليزية: Richard Dreyfuss)‏ مواليد 29 أكتوبر 1947 في بروكلين، نيويورك، الولايات المتحدة، هو ممثل أمريكي من أصل يهودي بدأ مسيرته الفنية عام 1964. كما أنه من الفائزين بجائزة بافتا وجوائز الأوسكار وجائزة غولدن غلوب.

## الأعمال

### أفلام
- الخريج (فيلم)
- الفك المفترس (فيلم) (الدور: مات هوبر)
- لقاءات قريبة من النوع الثالث (فيلم)
- ماي لايف إن روينز
- زيبر

### مسلسلات
- ويدز (مسلسل)

## وصلات خارجية
- ريتشارد درايفوس على موقع IMDb (الإنجليزية)
- ريتشارد درايفوس على موقع الموسوعة البريطانية (الإنجليزية)
- ريتشارد درايفوس على موقع روتن توميتوز (الإنجليزية)
- ريتشارد درايفوس على موقع مونزينجر (الألمانية)
- ريتشارد درايفوس على موقع قاعدة بيانات الأفلام العربية
- ريتشارد درايفوس على موقع ألو سيني (الفرنسية)
- ريتشارد درايفوس على موقع ميوزك برينز (الإنجليزية)
- ريتشارد درايفوس على موقع تيرنر كلاسيك موفيز (الإنجليزية)
- ريتشارد درايفوس على موقع أول موفي (الإنجليزية)
- ريتشارد درايفوس على موقع قاعدة بيانات برودواي على الإنترنت (الإنجليزية)
- ريتشارد درايفوس في قاعدة بيانات أقل من برودواي على الإنترنت
- THR: Richard Dreyfuss finds 'Happiness'